# Rotbald I van Provence
Rotbald I van Provence (ca. 900 – ca. 936) was graaf van Provence.
Rotbald, als Bourgondisch edelman, is mogelijk een zoon van Boso III van Arles uit een vroeg eerste huwelijk met een onbekende vrouw. Hij steunde koning Lodewijk in 900/901 in zijn poging om koning van Italië te worden. In 903 werd hij hiervoor benoemd tot graaf van Provence.
Rotbald had twee zonen:
- Bosso II van Arles, graaf van Arles en daarna graaf van Provence
- Willem (overleden na 965), graaf van Avignon

## Bron
- Robald in Foundation for Medieval Genealogy